# Reggimento artiglieria del Bergslagen
Il Reggimento artiglieria del Bergslagen (in svedese Bergslagens artilleriregemente, sigla A 9) è un'unità di artiglieria dell'esercito svedese che ha operato in varie forme fra il 1943 e il 2000, per essere ricostituita nel 2022 su volere del governo presso Kristinehamn, e che raggiungerà la piena capacità operativa a partire dal 2025.

## Storia
Il reggimento è stato reclutato nell'ambito del potenziamento dell'esercito svedese durante la seconda guerra mondiale, al fine di proteggere al meglio la neutralità della Svezia. Nel 2000 venne fuso con il Reggimento artiglieria di Boden per formare un'unica unità. Il 12 ottobre 2020 venne presentato un accordo che avrebbe portato al ripristino dei due reggimenti fra il 2022 e il 2025, e al raggiungimento della piena capacità operativa fra il 2026 e il 2030. Tale atto ebbe effetto a partire dal 1º gennaio 2022.

## Struttura
- Comando di reggimento
- 91º Battaglione artiglieria
  -  910ª Compagnia comando e logistica
  -  911ª Compagnia artiglieria
  -  912ª Compagnia artiglieria
  -  913ª Compagnia artiglieria
  -  914ª Compagnia acquisizione obiettivi
- 92º Battaglione artiglieria
  -  920ª Compagnia comando e logistica
  -  921ª Compagnia artiglieria
  -  922ª Compagnia artiglieria
  -  923ª Compagnia artiglieria
  -  924ª Compagnia acquisizione obiettivi

## Comandanti
- Carl Årmann (1943-1946)
- Axel Philipson (1946-1952)
- Thorsten Berggren (1952-1955)
- Fredrik Hård (1955-1959)
- Sven Sandahl (1959-1964)
- Nils Holmstedt (1964-1965)
- Sten Claëson (1965-1974)
- Gösta Mittag-Leffler (1974-1982)
- Carl Carlsson (1982-1986)
- Lars Carlson (1986-1992)
- Kjell Forssmark (1992-1994)
- Birger Almlöw (1994-2000)